# Alyssa Anderson
Alyssa Jean Anderson (30 de setembre de 1990) és una nedadora de competició nord-americana i medallista d'or olímpica.

## Carrera
En el Campionat Juvenil Pan Pacific 2007, Anderson va guanyar medalles de plata en l'estil lliure de 800 metres i 1500 metres.
En els campionats mundials i nacionals de 2009, Anderson va quedar en quart lloc en l'estil lliure de 200 metres, guanyant un lloc en l'equip de relleus 4x200 metres estilo lliure dels EUA en el Campionat Mundial de Natació de 2009 en Roma. A Roma, Anderson va nedar la tercera etapa de la competició de relleus preliminar aconseguint un temps d'1:58.35. L'equip dels Estats Units va avançar a la final i va guanyar la medalla de plata.